# 이정민 (1990년)
이정민(1990년 7월 17일 ~ )는 대한민국의 축구 선수로, 포지션은 수비수이다.